# Stanley G. Love
Stanley G. Love, född 8 juni 1965 i San Diego, Kalifornien, är en amerikansk astronaut uttagen i astronautgrupp 17 den 4 juni 1998.

## Rymdfärder
Atlantis - STS-122